# Sergio Tramonti
Sergio Tramonti né à Ravenne en 1946 est un acteur italien.

## Biographie
Sergio Tramonti débute comme acteur au théâtre avec Carlo Cecchi.
Il déménage à Rome et entre dans le monde du cinéma en rencontrant en 1968 Pier Paolo Pasolini qui lui propose un rôle dans Médée. 
Parmi ses principaux films on note Enquête sur un citoyen au-dessus de tout soupçon et La Possédée du vice où il interprète l'amant de Nadia Cassini.
Par la suite, il se dédie à la peinture et la scénographie.

## Filmographie partielle
- 1969 : Médée (Medea) de Pier Paolo Pasolini
- 1970 :
  - Enquête sur un citoyen au-dessus de tout soupçon (Indagine su un cittadino al di sopra di ogni sospetto) de Elio Petri
  - La Possédée du vice (Il dio serpente) de Piero Vivarelli
- 1971 : 
  - La classe ouvrière va au paradis (La classe operaia va in Paradiso) d'Elio Petri
  - La Pacifista de Miklós Jancsó
- 1972 : 
  - Fiorina la vacca de Vittorio De Sisti
  - Le Nouveau Boss de la mafia (I familiari delle vittime non saranno avvertiti) de Alberto De Martino
- 1989 : 
  - Corsa di primavera (it) de Giacomo Campiotti
  - Obbligo di giocare de Daniele Cesarano
- 1998 : Théâtre de guerre (Teatro di guerra) de Mario Martone
- 2004 : L'Odeur du sang (L'odore del sangue) de Mario Martone[2]